# Friedrich Slotty

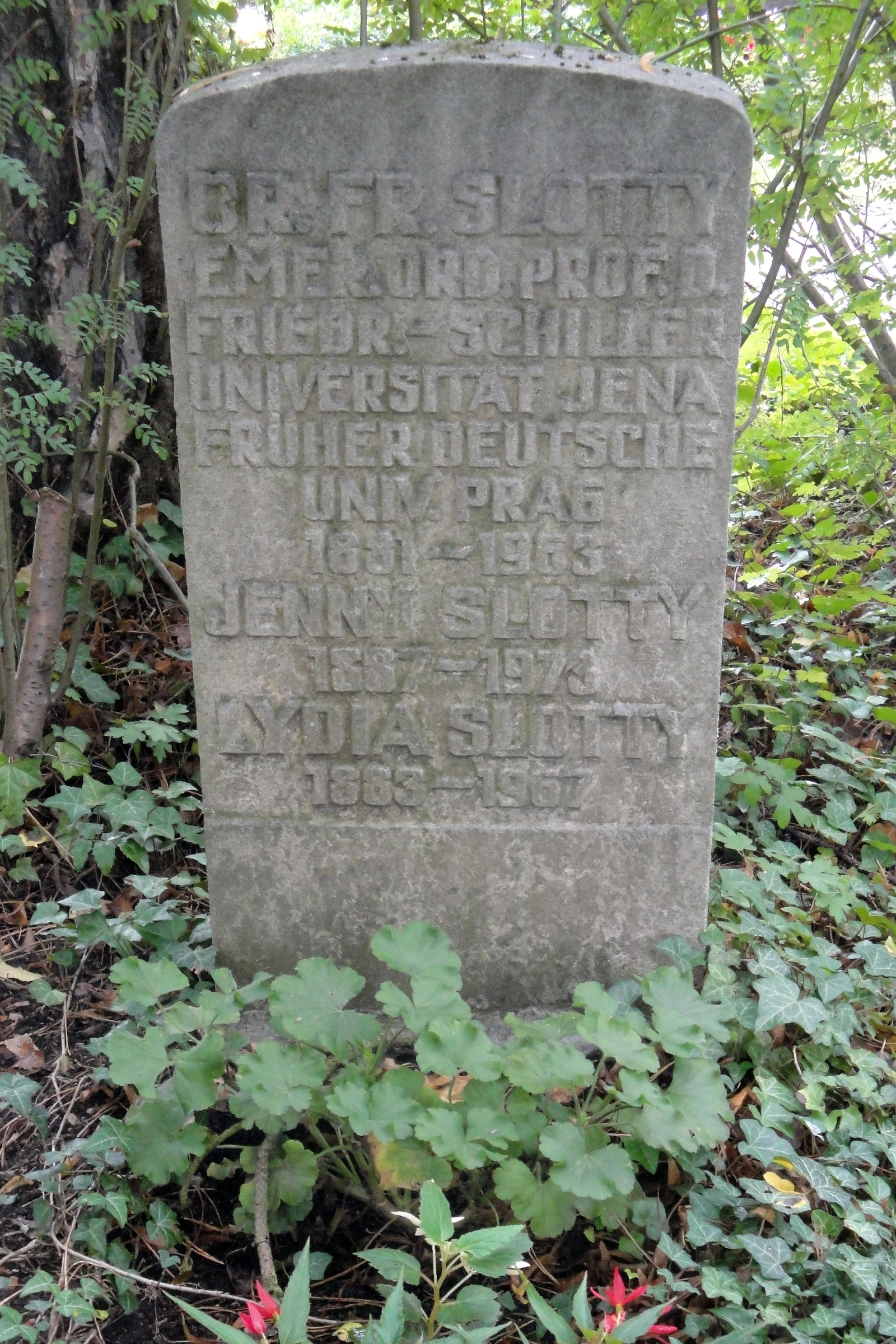
Grab von Friedrich Slotty auf dem Nordfriedhof in Jena

Friedrich Slotty (* 19. Oktober 1881 in Brieg; † 23. Dezember 1963 in Jena) war ein deutscher Indogermanist, der als Professor für Vergleichende Sprachwissenschaft in Prag (1925–1939) und Jena (1953–1963) wirkte.

## Leben
Friedrich Slotty studierte Klassische Philologie und Vergleichende Sprachwissenschaft an den Universitäten zu Greifswald, Breslau und Jena. In Jena nahm er die Fächer Klassische Archäologie und Alte Geschichte auf und lernte Sanskrit. Zu seinen akademischen Lehrern zählten die Philologen Georg Goetz und Rudolf Hirzel, die Sprachwissenschaftler Carl Cappeller und Berthold Delbrück, der Archäologe Ferdinand Noack und die Historiker Alexander Cartellieri und Heinrich Gelzer.
1905 wurde Slotty mit einer lateinisch geschriebenen Dissertation über den Gebrauch des poetischen Plurals bei Catull promoviert. Nach der Reifeprüfung (1907) ging er in den Schuldienst. Nach dem Seminarjahr am Friedrich-Gymnasium zu Frankfurt (Oder) absolvierte er das Probejahr am Wilhelm-Gymnasium in Potsdam, wo er 1909 als Oberlehrer angestellt wurde. 1912 kehrte er an die Universität Jena zurück, wo er sich 1914 für Indogermanische Sprachwissenschaft habilitierte. 1919 wurde er zum außerordentlichen Professor ernannt.
In der Weimarer Republik trat Slotty in die Deutsche Demokratische Partei ein. Er war lange Zeit Vorstandsmitglied der Ortsgruppe Jena und trat auch öffentlich für die Demokratie ein. Darin unterschied er sich deutlich von den meisten deutschen Hochschulprofessoren.
1925 wechselte Slotty von Jena an die Deutsche Universität Prag, wo er als außerordentlicher Professor für Vergleichende Sprachwissenschaft wirkte. Neben der Vergleichenden vertrat er auch die Allgemeine Sprachwissenschaft und hielt außerdem Vorlesungen zur Etruskologie ab, die sein Spezialgebiet war.
In Prag arbeitete Slotty mit deutschen und tschechoslowakischen Kollegen eng zusammen. 1929 wurde er zum ordentlichen Professor befördert. Gegen die Nationalsozialisten, die in Deutschland immer mehr Macht gewannen, trat er in Opposition und wandte sich mehrfach mit Warnungen vor dem Faschismus an die Öffentlichkeit. Noch im Herbst 1938, anlässlich der Annexion des Sudetenlandes, hielt er im Rundfunk eine Rede gegen Hitler.
Nach der Annexion des restlichen Tschechiens im März 1939 erhielt Slotty ein Lehr- und Publikationsverbot. 1940 wurde ihm sein Professorentitel entzogen. Da er keine Pension erhielt, lebte er mit seiner Familie in bitterer Armut.
Nach dem Ende des Zweiten Weltkriegs wurde Slotty von der tschechoslowakischen Regierung unterstützt und wieder in seinen Lehrstuhl eingesetzt. 1947 erhielt er einen Ruf an seine Heimatuniversität Jena auf den Lehrstuhl für Indogermanische Sprachwissenschaft, dem er allerdings erst 1953 folgen konnte (nach dem Tod Stalins und Klement Gottwalds). Da er schon im hohen Alter stand, wurde er bereits nach einem Jahr emeritiert, hielt aber als Emeritus noch einige Jahre lang Lehrveranstaltungen ab. Er starb am 23. Dezember 1963 nach längerer Krankheit.

## Werk
Slotty beschäftigte sich mit weiten Bereichen der Indogermanistik. Neben zahlreichen Abhandlungen über Einzelprobleme verfasste er auch didaktisch-methodische Übersichtswerke über Vulgärlatein und das Griechische, die mehrfach nachgedruckt wurden.
Sein besonderer Forschungsschwerpunkt war die Etruskologie, ein Gebiet, das wegen seiner strukturellen Schwierigkeiten nur wenig behandelt wurde. Er erschloss die damals weitgehend unbekannte etruskische Sprache mit grundlegenden Studien. Sein Lebenswerk blieb jedoch unvollendet.

## Schriften (Auswahl)
- De numeri pluralis usu Catulliano. Jena 1905 (Dissertation)
- Die kopulative Komposition im Lateinischen. Potsdam 1911 (Schulprogramm)
- Der Gebrauch des Konjunktivs und Optativs in den griechischen Dialekten. Göttingen 1915 (erweiterte Habilitationsschrift)
- Vulgärlateinisches Übungsbuch. Bonn 1918. Zweite, durchgesehene Auflage, Berlin 1960. Nachdruck Berlin 1967
- Einführung ins Griechische: Für Universitätskurse und zum Studium Erwachsener. Auf sprachwissenschaftlicher Grundlage dargeboten. Bonn 1922. Zweite, durchgesehene Auflage, Berlin 1938. Dritte Auflage, Berlin 1952. Vierte Auflage, Berlin 1957. Fünfte Auflage, 1964
- Silbenpunktierung und Silbenbildung im Altetruskischen. Heidelberg 1952 (Beiträge zur Etruskologie 1)